# فرودگاه وارنا
فرودگاه وارنا (به انگلیسی: Varna Airport) (به زبان بومی: Letishte Varna) یک فرودگاه همگانی باربری با کد یاتا VAR است که یک باند فرود آسفالت دارد و طول باند آن ۲۵۰۰ متر است. این فرودگاه در شهر وارنا کشور بلغارستان قرار دارد و در ارتفاع ۷۰ متری از سطح دریا واقع شده‌است.

## شرکت‌های هواپیمایی و مقصدهای پروزای
| شرکت‌های هواپیمایی                          | مقصدهای پروازی |
| ------------------------------------------ | --- |
| آئروفلوت اجرا توسط روسیه ایرلاینز          | فصلی: فرودگاه پالکوو |
| ایر صربیا                                  | فصلی: فرودگاه بلگراد نیکولا تسلا |
| آستریا ایر                                 | فرودگاه بین‌المللی وین |
| BH Air                                     | فصلی: فرودگاه بین‌المللی گلاسگو (آغاز از ۷ مه ۲۰۱۶)، فرودگاه گاتویک، فرودگاه منچستر، فرودگاه زوریخ |
| بلغاریا ایر                                | فرودگاه بورگاس، فرودگاه صوفیه فصلی: فرودگاه بین‌المللی شرمتیوو، فرودگاه پالکوو، فرودگاه بین‌المللی بن گوریون، فرودگاه بین‌المللی وین |
| Edelweiss Air                              | فصلی: فرودگاه زوریخ |
| یورووینگز                                  | فصلی: فرودگاه بین‌المللی دوسلدورف (آغاز از ۲۹ ژوئن ۲۰۱۶) |
| فن‌ایر                                      | فصلی: فرودگاه هلسینکی (آغاز از ۴ ژوئن ۲۰۱۶) |
| جرمنیا (شرکت هواپیمایی)                    | فصلی: فرودگاه برمن، فرودگاه فریدریش هافن (آغاز از ۱۱ مه ۲۰۱۶)، فرودگاه بین‌المللی مانستر اوسنابروک (آغاز از ۲۶ مه ۲۰۱۶)، فرودگاه روستوک-لاگه (آغاز از ۲۵ مه ۲۰۱۶) |
| جرمنیا فلوگ                                | Seasona: فرودگاه زوریخ (آغاز از ۷ ژوئن ۲۰۱۶) |
| شرکت هواپیمایی اسرایر                      | فصلی: فرودگاه بین‌المللی بن گوریون |
| Jetairfly                                  | فصلی: فرودگاه بروکسل، فرودگاه بین‌المللی اوستند-بروگس (آغاز از ۲ مه ۲۰۱۶) |
| لوکزایر                                    | فصلی: فرودگاه لوگزامبورگ - فیندل |
| نروژین ایر شاتل                            | فصلی: فرودگاه گاردرموئن اسلو |
| اس۷ ایرلاینز                               | فرودگاه بین‌المللی دوموده‌دوو |
| اسمارت‌وینگز اجرا توسط تراول سرویس ایرلاینز | فصلی: فرودگاه برنو-تورانی (آغاز از ۱۶ ژوئن ۲۰۱۶)، فرودگاه پراگ رازیون |
| سان‌اکسپرس دویچلند                          | فصلی: فرودگاه کلن بن (آغاز از ۳ مه ۲۰۱۶)، فرودگاه بین‌المللی دوسلدورف، فرودگاه بین‌المللی فرانکفورت، فرودگاه هامبورگ (آغاز از ۲۹ ژوئن ۲۰۱۶)، فرودگاه هانوفر-لانگنهاگن (آغاز از ۲ مه ۲۰۱۶)، فرودگاه لایپزیگ/هال، فرودگاه مونیخ (آغاز از ۷ مه ۲۰۱۶)، فرودگاه نورمبرگ (آغاز از ۲ مه ۲۰۱۶)، فرودگاه پادربورن لیپشتات (آغاز از ۴ مه ۲۰۱۶)، فرودگاه اشتوتگارت، فرودگاه بین‌المللی وین (آغاز از ۶ سپتامبر ۲۰۱۶) |
| Thomas Cook Airlines                       | فصلی: فرودگاه منچستر، فرودگاه نیوکاسل |
| ترکیش ایرلاینز                             | فرودگاه بین‌المللی آتاترک |
| اورال ایرلاینز                             | فصلی: فرودگاه کولتسوو (آغاز از ۲۷ مه ۲۰۱۶) |
| ویز ایر                                    | فرودگاه لوتن لندن |

## شرکت‌های هواپیمایی و مقصدهای پروازی
The following airlines operate regular scheduled and charter flights at Varna Airport:
| شرکت‌های هواپیمایی                                     | مقصدهای پروازی |
| ----------------------------------------------------- | --- |
| آئروفلوت اجرا توسط روسیه ایرلاینز                     | فصلی: پالکوو چارتر فصلی: ونوکووا |
| Anda Air                                              | چارتر فصلی: کیف ژولیانی |
| ای‌اس‌ال ایرلاینز فرانسه                                | چارتر فصلی: نانت آتلانتیک |
| آسترین ایرلاینز                                       | وین چارتر فصلی: وین |
| Azur Air                                              | چارتر فصلی: دوموده‌دوو |
| بلاویا                                                | چارتر فصلی: مینسک |
| بی‌اچ ایر                                              | فصلی: گاتویک، منچستر، زوریخ چارتر فصلی: بیلاند، کپنهاگ |
| براتنس رجیونال                                        | چارتر فصلی: آلبورگ، بیلاند، اودنسا |
| بلغاریا ایر                                           | چارتر فصلی: کویت، امام خمینی، بن گوریون |
| بلغاریا ایر                                           | بورگاس، صوفیه چارتر فصلی: آنتالیا، رفیق حریری بیروت، میلاس-بودروم، ام.آر. استفانیک، هراکلین، کاتوویتس، کوشیتسه، کویت، شرمتیوو، شارل دوگل پاریس، رییکا، پالکوو، بن گوریون، زوارتنوتس                                                                            |
| بلغارین ایر چارتر                                     | چارتر فصلی: رفیق حریری بیروت، برلین شونفلد، برلین تگل، کلن بن، درسدن، دوسلدورف، ارفورت-وایمار، فرانکفورت، هامبورگ، هانوفر، کاتوویتس، لایپزیگ/هال، مونیخ، مانستر اوسنابروک، نورنبرگ، پادربورن لیپشتات، اشتوتگارت، بن گوریون، وین، شوپن ورشو، وروتسواف کوپرنیکوس |
| کوندور فلوگدینست                                      | فصلی: دوسلدورف |
| کوندور فلوگدینست اجرا توسط Bul Air                    | فصلی: فرانکفورت |
| DART Ukrainian Airlines                               | چارتر فصلی: کیف ژولیانی |
| ایزی‌جت                                                | فصلی: برلین شونفلد، گاتویک |
| انتر ایر                                              | چارتر فصلی: گدایسک لخ والسا، کاتوویتس، جان پل دوم کراکوف-بالیس، پوزنان-لاویکا، شوپن ورشو، وروتسواف کوپرنیکوس |
| ادلوایس ایر                                           | فصلی: زوریخ |
| یورو وینگز                                            | فصلی: دوسلدورف |
| یورو وینگز اجرا توسط جرمن‌وینگز                        | فصلی: کلن بن چارتر فصلی: اشتوتگارت |
| فن‌ایر                                                 | فصلی: هلسینکی |
| جرمنیا                                                | فصلی: برمن، فریدریش هافن، هامبورگ، مانستر اوسنابروک، نورنبرگ (آغاز از ۴ ژوئیه ۲۰۱۸), روستوک-لاگه چارتر فصلی: دوسلدورف |
| جرمنیا فلوگ                                           | فصلی: زوریخ |
| شرکت هواپیمایی اسرایر                                 | چارتر فصلی: بن گوریون |
| لوکزایر                                               | فصلی: لوگزامبورگ - فیندل |
| هواپیمایی ماهان                                       | چارتر فصلی: امام خمینی |
| میسترال ایر                                           | چارتر فصلی: کاتانیا-فونتاناروسا |
| نورداستار                                             | چارتر فصلی: دوموده‌دوو، پالکوو |
| نوردویند ایرلاینز                                     | چارتر فصلی: شرمتیوو، پالکوو |
| نروجین ایر شاتل                                       | فصلی: گاردرموئن اسلو |
| نروجین ایر شاتل اجرا توسط Norwegian Air International | فصلی: کپنهاگ، هلسینکی |
| Pegas Fly                                             | چارتر فصلی: شرمتیوو |
| پریمرا ایر                                            | چارتر فصلی: بیلاند، کپنهاگ |
| هواپیمایی قشم                                         | چارتر فصلی: امام خمینی |
| رایان‌ایر                                              | بروکسل جنوب شرلروآ (آغاز از ۲۹ اکتبر ۲۰۱۷) |
| اس۷ ایرلاینز                                          | دوموده‌دوو چارتر فصلی: پاشکوفسکی |
| Small Planet Airlines                                 | چارتر فصلی: کاناس، کفلاویک، ویلنیوس |
| Small Planet Germany                                  | چارتر فصلی: مونیخ، پادربورن لیپشتات |
| اسمال پلنت ایرلاینز                                   | فصلی: کاتوویتس، شوپن ورشو چارتر فصلی: کاتوویتس، شوپن ورشو، وروتسواف کوپرنیکوس |
| اسمارت‌لینکس ایرلاینز                                  | چارتر فصلی: ریگا |
| اسمارت‌لینکس ایرلاینز استونی                           | چارتر فصلی: لنارت مری تالین |
| اسمارت‌وینگز اجرا توسط تراول سرویس ایرلاینز            | فصلی: برنو-تورانی، لئوس جانسیک استراوا، پراگ رازیون |
| Sundair                                               | فصلی: برلین تگل |
| سان‌اکسپرس دویچلند                                     | فصلی: کلن بن، دوسلدورف، فرانکفورت، هامبورگ، هانوفر، لایپزیگ/هال، مونیخ، نورنبرگ، اشتوتگارت |
| Thomas Cook Airlines                                  | فصلی: بیرمنگام (آغاز از ۲۲ مه ۲۰۱۸), منچستر، نیوکاسل |
| Thomas Cook Airlines اجرا توسط بروکسل ایرلاینز        | فصلی: بروکسل |
| Thomas Cook Airlines Scandinavia                      | چارتر فصلی: فلسلند برگن، بودو، کپنهاگ، گوتنبرگ-لاندوتر، هلسینکی، گاردرموئن اسلو، سولا استاوانگر، استکهلم-آرلاندا، ورنس تروندهایم |
| ترنسویا فرانس                                         | چارتر فصلی: اورلی |
| تراول سرویس ایرلاینز                                  | چارتر فصلی: لیل، پراگ رازیون |
| Travel Service Poland                                 | چارتر فصلی: کاتوویتس، شوپن ورشو |
| تراول سرویس                                           | چارتر فصلی: ام.آر. استفانیک |
| TUI fly Belgium                                       | فصلی: بروکسل، اوستند-بروگس |
| تی‌یوآی ایرلاینز نیدرلندز                              | چارتر فصلی: اسخیپول آمستردام |
| ترکیش ایرلاینز                                        | آتاترک |
| اورال ایرلاینز                                        | چارتر فصلی: دوموده‌دوو |
| ویز ایر                                               | اوریو آل سریو، دورتموند، آیندهوون، لارناکا، لوتن لندن، ممینگن، صوفیه، بن گوریون |
| یامال ایرلاینز                                        | چارتر فصلی: دوموده‌دوو |